# Måndagsskogarna
Måndagsskogarna är ett naturreservat i Ljusdals kommun i Gävleborgs län.
Området är naturskyddat sedan 2019 och är 1 863 hektar stort. Reservatet omfattar sjön Girsen, våtmarker omkring Hångelån och däremellan gammal tallnaturskog och naturskogar dominerade av gran och löv.